# Harald Wolter-von dem Knesebeck
Harald Wolter-von dem Knesebeck (* 1. Mai 1964 als Harald Wolter in Hildesheim) ist ein deutscher Kunsthistoriker. 
Er studierte Kunstgeschichte, Klassische Archäologie, Christliche Archäologie, byzantinische Kunstgeschichte und Philosophie in Göttingen und München. 1998 wurde Wolter-von dem Knesebeck in Göttingen mit der Arbeit Der Elisabethpsalter in Cividale del Friuli. Buchmalerei für den Thüringer Landgrafenhof zu Beginn des 13. Jahrhunderts (erschienen Berlin 2001) promoviert. Anschließend erhielt er ein Forschungsstipendium des Landes Niedersachsen am Zentralinstitut für Kunstgeschichte in München und war Postdoktorandenstipendiat beim Graduiertenkolleg Kirche und Gesellschaft im Hl. Römischen Reich des 15. und 16. Jahrhunderts der Universität Göttingen. Von 2000 bis 2006 war er wissenschaftlicher Assistent für Kunstwissenschaft an der Kunsthochschule Kassel der Universität Kassel. Im Jahre 2006 habilitierte sich Wolter-von dem Knesebeck mit der Schrift Bilder für wirt, wirtin und gast. Studien zur profanen Wandmalerei von 1200 bis 1500. 
Seit 2008 ist er Professor für Kunstgeschichte unter besonderer Berücksichtigung des Mittelalters an der Universität Bonn, zudem seit 2011 Leiter der Sektion Kunstgeschichte der Görres-Gesellschaft sowie Fachvertreter für Kunstgeschichte im Beirat des Mediävistenverbandes e. V. Wolter-von dem Knesebeck initiierte darüber hinaus das 2013 eröffnete Paul-Clemen-Museum in Bonn, das auch von ihm kuratiert wird. 

## Veröffentlichungen (Auswahl)
- Ein unbekanntes Evangeliar aus dem Kloster Preetz und seine Stellung in der norddeutschen Kunst des 13. Jahrhunderts. In: Zeitschrift für Kunstgeschichte. Band 56, 1993, S. 335–365.

- Der Elisabethpsalter in Cividale del Friuli. Buchmalerei für den Thüringer Landgrafenhof zu Beginn des 13. Jahrhunderts (= Denkmäler deutscher Kunst). Berlin 2001.
- Buchkultur im geistlichen Beziehungsnetz. Das Helmarshausener Skriptorium im Hochmittelalter. In: Ingrid Baumgärtner (Hrsg.): Helmarshausen. Buchkultur und Goldschmiedekunst im Hochmittelalter. Kassel 2003, S. 77–122.
- Das Wolfenbütteler Musterbuch in seinem Sächsischen Umfeld. In: Brigitte Dekeyzer, Jan Van der Stock (Hrsg.): Manuscripts in Transition. Recycling manuscripts, texts and images (= Corpus of Illuminated Manuscripts 15: Low Countries Series. Band 10). Paris/Leuven/Dudley 2005, S. 99–108.
- Das Mainzer Evangeliar. Strahlende Bilder – Worte in Gold. Regensburg 2007.
- Der König als Gast. Formen der Vergegenwärtigung und Indienstnahme königlicher Präsenz in der profanen Wandmalerei der ersten Hälfte des 14. Jahrhunderts. In: Stefanie Rüther (Hrsg.): Integration und Konkurrenz. Symbolische Kommunikation in der spätmittelalterlichen Stadt (= Symbolische Kommunikation und gesellschaftliche Wertesysteme. Schriftenreihe des Sonderforschungsbereichs 496. Band 21). Münster 2009, S. 111–129.
- Der „yluminist“ und sein „werck“. Überlegungen zum Selbstverständnis des Buchmalers Berthold Furtmeyr. In: Christoph Wagner, Klemens Unger (Hrsg.): Berthold Furtmeyr – Meisterwerke der Buchmalerei. Ausstellungskatalog. Regensburg 2010, S. 76–85.
- mit Joachim Hempel (Hrsg.): Die Wandmalereien im Braunschweiger Dom St. Blasii. Regensburg 2014.
- Das Kölner Evangeliar von St. Georg als liturgische Prachthandschrift, Gründungsurkunde und zeitgeschichtliches Dokument. In: Colonia Romanica. Band 32, 2017, S. 40–56.
- mit Georg Mölich, Norbert Nußbaum (Hrsg.): Die Zisterzienser im Mittelalter. Böhlau, Köln u. a. 2017.
- mit Michael Embach, Claudine Moulin (Hrsg.): Die Handschriften der Hofschule Kaiser Karls des Großen – Individuelle Gestalt und europäisches Kulturerbe. Ergebnisse der Trierer Tagung vom 10.–12. Oktober 2018. Trier 2019.
- Die Miniaturen des Lyskirchen-Evangeliars aus St. Georg in Köln. In: Klaus Gereon Beuckers, Anna Pawlik (Hrsg.): Das Jüngere Evangeliar aus St. Georg in Köln. Untersuchungen zum Lyskirchen-Evangeliar (= Forschungen zu Kunst, Geschichte und Literatur des Mittelalters. Band 5). Köln/Weimar/Wien 2019, S. 45–73.
- Die Wandmalerei des 13. Jahrhunderts auf Burgen des deutschsprachigen Bereichs und ihre Auftraggeber. In: Ute Engel, Tobias Gärtner (Hrsg.): Landschaft – Herrschaft – Repräsentation. Burgen und Pfalzen in Mitteldeutschland und Mitteleuropa. Perspektiven aus Archäologie, Bauforschung und Kunstgeschichte (= Alteuropäische Studien. Neue Folge. Band 13). Langenweißbach 2025, S. 401–421.